# 出雲女子短期大学
出雲女子短期大学（いずもじょしたんきだいがく）は、島根県出雲市において1992年以降に設置計画のあった日本の私立短期大学である。

## 概要
- 島根県出雲市[注釈 1]において設置される予定のあった日本の私立短期大学で、その計画元については不詳。
- 1989年に設立準備委員会が成立。1990年6月において第三セクター方式で開学した小松短期大学をモデルに設置構想を行い、1992年4月の開設を出雲市にて目指していた[1]。
- 1990年11月、1993年の開学予定に変更。国際文化学科、社会福祉科などを設置する計画を行う[2]。
- しかし結果的には不可となり、以後は再申請されることもなく日の目をみることはなかった[注 2]。

## 設置予定の学科
- 国際文化学科
- 社会福祉科